# Johannes Skaar

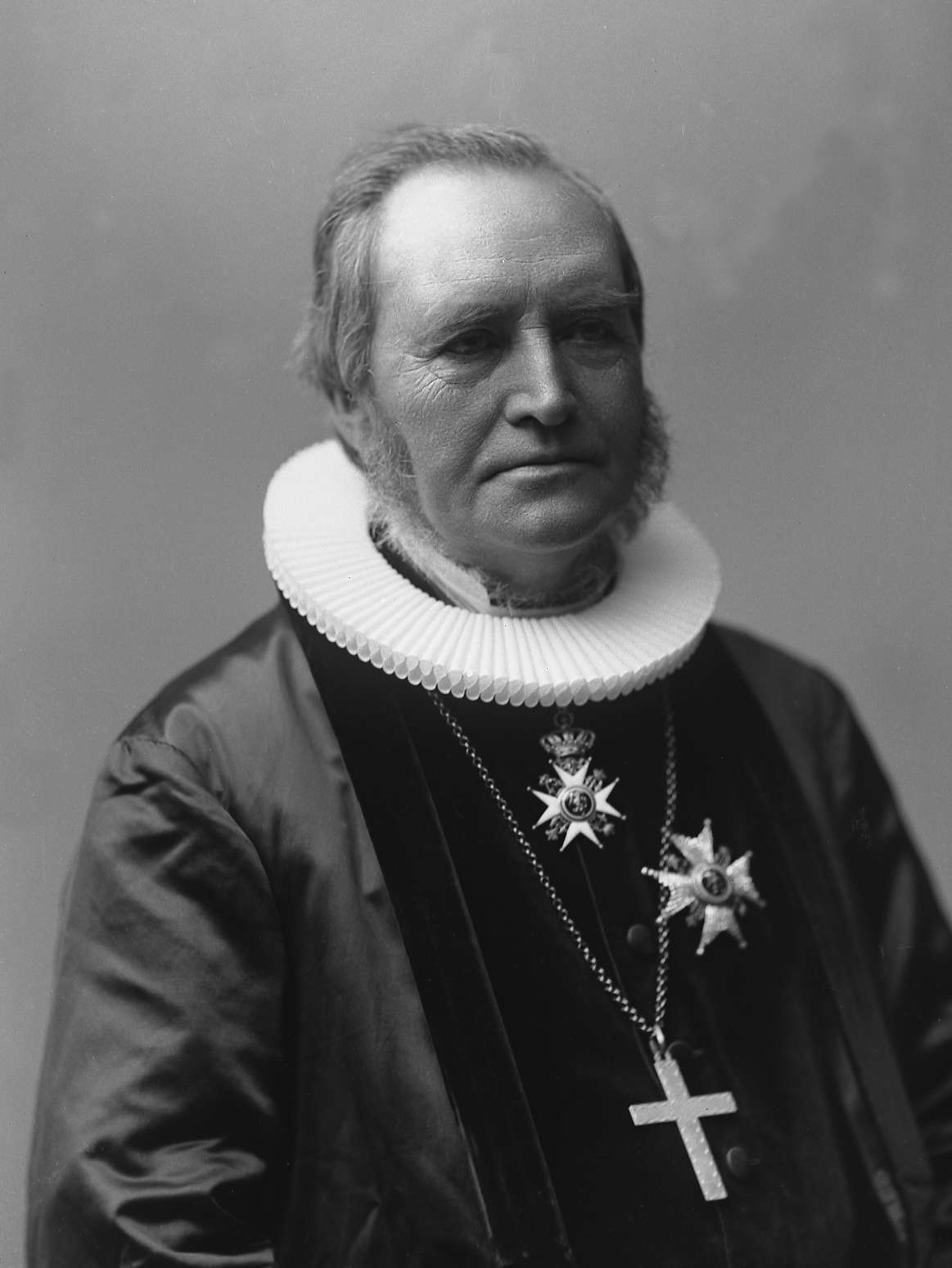
Johannes Skaar.

Johannes Nilssøn Skaar, född den 15 november 1828 i Vikør i Hardanger, död den 13 december 1904 i Trondhjem, var en norsk biskop.
Skaar blev biskop i Tromsø stift 1885 och i Trondhjems 1892. Han var varm missionsvän och verkade kraftigt för samernas ("finnernes") höjande och jämställdes som deras välgörare med Thomas von Westen och Nils Vibe Stockfleth. Han författade flera samlingar Lovsange og aandelige Viser (3:e ökade upplagan 1881), Vidnesbyrd af Dr. Martin Luther om Skriftemaal og Nadverd (1878, 2:a upplagan 1894; "Nattvardsbok" 1879) och en del skrifter på finska samt utgav en samling "Breve .... 1825-1854" från nyssnämnde biskop Stockfleth och det hymnologiska huvudverket Norsk Salmehistorie (2 band, 1879-80).